# Hüll (Krailling)
Hüll ist ein Gut der oberbayerischen Gemeinde Krailling.

## Geographie
Das Gut liegt an der Römerstraße nach Augsburg. Nördlich liegt die Autobahn 96 und die Gemeinde Gilching. Im Süden grenzt die Gemeinde Gauting an.

## Ortschaft
Im Ort befindet sich neben Wohnhäusern ein Markt für Landbedarf. Der Ort hat 15 Einwohner. Im Vergleich zu den umliegenden Ortsteilen hat das Gut eine ordentliche Amphibienpopulation. Das Wohnhaus Gut Hüll 2 ist ein Baudenkmal.
Im Jahr 2012 war ein Ausbau der Autobahn nördlich des Gutes auf sechs Fahrspuren geplant, wogegen die Einwohner protestierten und Lärmschutz forderten. Im Jahr 2021 wurde das Gut an das Glasfasernetz angeschlossen.